# La Charce
La Charce är en kommun i departementet Drôme i regionen Auvergne-Rhône-Alpes i sydöstra Frankrike. Kommunen ligger i kantonen Rémuzat som tillhör arrondissementet Nyons. År 2022 hade La Charce 24 invånare.

## Befolkningsutveckling
Antalet invånare i kommunen La Charce
Referens:INSEE